# Betoncourt-lès-Brotte
Betoncourt-lès-Brotte är en kommun i departementet Haute-Saône i regionen Bourgogne-Franche-Comté i östra Frankrike. Kommunen ligger i kantonen Saulx som tillhör arrondissementet Lure. År 2022 hade Betoncourt-lès-Brotte 114 invånare.

## Befolkningsutveckling
Antalet invånare i kommunen Betoncourt-lès-Brotte
| Referens: INSEE |